# Lágymányosi Eötvös Napok
A Lágymányosi Eötvös Napok az Eötvös Loránd Tudományegyetem saját rendezvénye. A fesztivál a Lágymányosi kampuszon zajlik. Lágymányoson található Budapest legnagyobb összefüggő egyetemi városrésze, amely a Budapesti Műszaki és Gazdaságtudományi Egyetem (BME) mellett az Eötvös Loránd Tudományegyetem (ELTE) több karának ad helyet. Az évente megrendezett ingyenes eseménysorozatot májusban tartják.

## Programok
A területen több színpad és kisebb sátor várja az érdeklődőket. Egyetemi csoportok, például az Elte Zenekarok Fesztiválja, karok külön kihelyezettjei, étel-ital sátrak és egyéb szórakoztató programmal lehet találkozni.
Napközben a tanítások miatt szünetelnek a színpadok, viszont este 6-tól hajnali 4 óráig folyamatosan folynak koncertek. A kisebbik színpad az ELTE északi épülete előtt helyezkedik, itt kisebb koncertek vannak. A  nagy színpad az ELTE északi és déli épülete között helyezkedik el, mind a két színpad fedett.

## Szervezők
Az esemény szervezői az ELTE Egyetemi Hallgatói Önkormányzata, az Informatikai Kar Hallgatói Önkormányzata, a Társadalomtudományi Kar Hallgatói Önkormányzata és a Természettudományi Kar Hallgatói Önkormányzata

## Hasonló programok
- BME Egyetemi Napok[5]
- Veszprémi Egyetemi Napok (VEN)[6]
- Pécsi Egyetemi Napok 2015[7]